# Datheosaurus

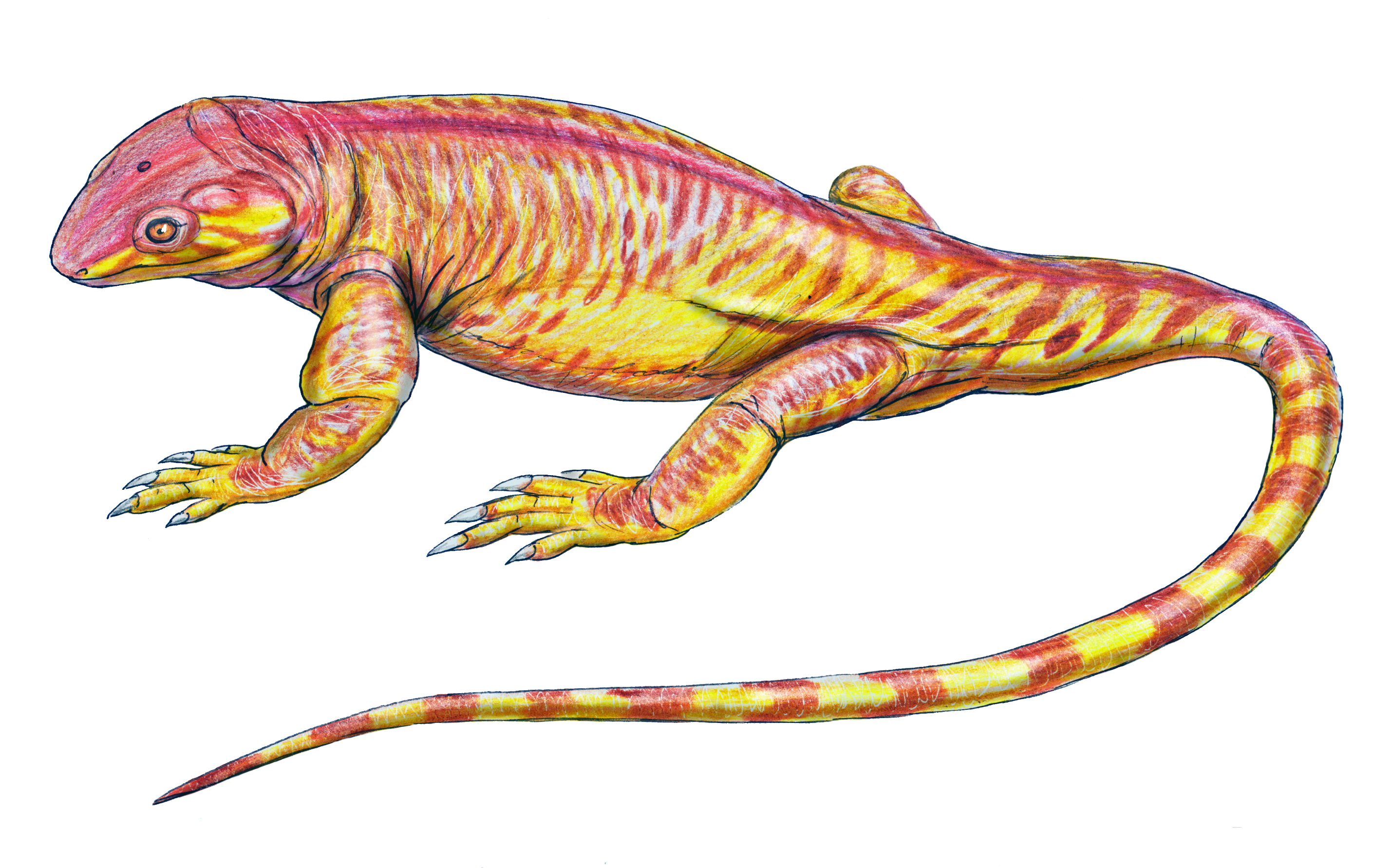
Реставрація

Datheosaurus — вимерлий рід казеозаврів. Його довжина становила не менше 1.5 метра. Мешкав у Польщі від останнього карбону до ранньої пермі.

## Відкриття та історія
Вперше його було описано в 1905 році на основі зразка з відкладень пізнього карбону в Польщі. Пізніше кілька авторів вважали його синонімом Haptodus, але подальше дослідження виявило, що це казеїд, а не сфенакодонт. Це було підтверджено кладистичним аналізом, який відновив датеозавра як базальний казеїд.